# Germershausen (Adelsgeschlecht)

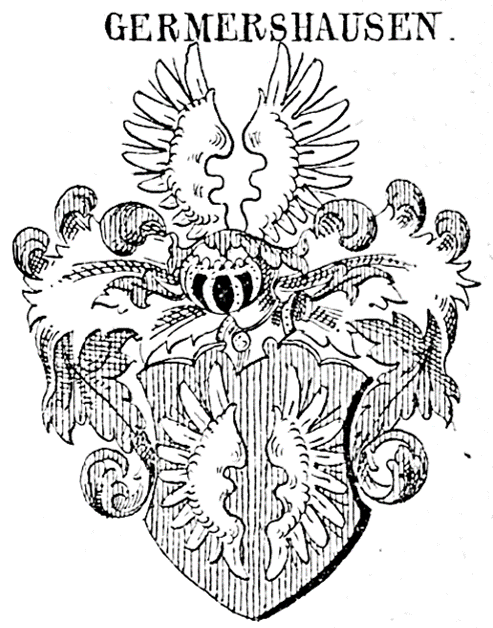
Stammwappen derer von Germershausen

Germershausen war ein hessisches Adelsgeschlecht.

## Herkunft
Das Adelsgeschlecht stammte aus dem gleichnamigen Ort bei Oberweimar. Im Jahre 1260 ist erstmals ein Vertreter dieses Geschlechts urkundlich nachweisbar. Nach anderen Angaben war es im Eichsfeld ansässig, wo es im heutigen Landkreis Göttingen ebenfalls einen gleichnamigen Ort gibt (siehe Germershausen).
1624 starb dieses Adelsgeschlecht in männlicher Linie aus.

## Persönlichkeiten
Volkmar von Germershausen war 1572 Hauptmann in Rüdersdorf bei Berlin und Herr von Strausberg.
Zu den bekanntesten Persönlichkeiten zählt u. a. Lorenz von Germershausen, der in den Jahren 1583/84 über ein halbes Jahr auf Schloss Wernigerode im Harz vom regierenden Grafen zu Stolberg-Wernigerode wegen Bruch des Burgfriedens inhaftiert gewesen ist. Seine beiden Brüder Ernst und Engelhardt von Germershausen setzten sich vergeblich für seine Freilassung ein.
Im Jahre 1883 verkaufte Volkmar von Germershausen dem Domkapitel Halberstadt ein Sechzehntel des kleinen Kloster Gröningen'schen Zehnten.

## Wappen
Blasonierung: In Rot ein offener silberner Flug. Auf dem Helm der offene silberne Flug. Die Helmdecken sind rot-silbern.